# Улица Гаврилова (Казань)
Улица Гаврилова — улица в Ново-Савиновском районе города Казани.

## Расположение
Улица Гаврилова пролегает с юга на север Ново-Савиновского района города Казани от пересечения с проспектом Хусаина Ямашева (пересечение происходит на внешне магистральном съезде проспекта Ямашева) и улицей Чистопольская (улица Чистопольская, перегибаясь через путепровод над проспектом Хусаина Ямашева, вливается в улицу Гаврилова) до пересечения на Х-образном перекрестке с улицами Адоратского и Воровского, фактически огибая Ново-Савиновский район г. Казани с востока, соединяя между собой магистральные улицы Чистопольская, Ямашева и Маршала Чуйкова.

## Происхождение наименования
Улица названа в честь Петра Миха́йловича Гаври́лова (1900—1979) — советского офицера, майора, героя обороны Брестской крепости, Героя Советского Союза (1957), уроженца села Альведино (Альвидино) Лаишевского уезда Казанской губернии (ныне Пестречинский район Республики Татарстан)

## Транспортный трафик
Улица Гаврилова до 2011 года представляла собой асфальтированную автодорогу с двумя полосами движения (по одной полосе в каждом направлении) с высокими бордюрами вдоль проезжей части.
Улица Гаврилова, являясь связующим звеном между трех магистральных улиц, имеет достаточно оживленный автомобильный трафик.
После завершения в 2011 году строительства новой проезжей части, проложенной чуть правее, улица Гаврилова приобрела статус магистральной улицы с четырьмя полосами движения (по две полосы в каждом направлении), которая соединяет такие магистральные улицы как Чистопольская, Ямашева, Чуйкова, Амирхана и Миля (фактически объединив по кратчайшему пути Вахитовский, Советский, Ново-Савиновский и Авиастроительный районы г. Казани) существенно разгрузив городские магистрали и улицы Казани. Старая проезжая часть приобрела статус магистрального съезда, вдоль которого расположены объекты бытового назначения, магазины, автозаправочные станции и автомастерские.

## Примечательные объекты
- № 18 — жилой дом линейно-производственного управления магистральных газопроводов.[5]
- № 28 — бывшее семейное общежитие булочно-кондитерского комбината.[6]